# マイクロコッカス・ルテウス
マイクロコッカス・ルテウスあるいはミクロコッカス・ルテウス（Micrococcus luteus）は放線菌門放線菌綱マイクロコッカス科マイクロコッカス属の種の一つである。
グラム陽性或いはグラム可変性、非運動性、球菌、4細胞でのクラスター形成性、色素性、腐生性、偏性好気性であり、ウレアーゼ及びカタラーゼ陽性である。土壌、粉塵、水圏及び空気中に見出され、哺乳動物の皮膚の正常細菌叢の一部とされている。また、人間の口、粘膜、中咽頭及び上気道に常在菌としてコロニーを形成している。 1928年にペニシリンを発見したことで知られるアレクサンダー・フレミング卿によって、その偉業の前に発見された。
M. luteusはコアグラーゼ陰性で、バシトラシン感受性であり、栄養寒天培地上で明るい黄色のコロニーを形成する。
M. luteusは、貧栄養環境で長期間生存することが示されている。この状態では抗生物質に対して耐性を持つことが知られているまた、16S rRNA分析に基づいたゲノム解析によると、少なくとも34,000〜170,000年間、あるいはそれよりもはるかに長く生存していることが示された。2010年にゲノムの配列決定された。2,501,097 bpの単一の環状染色体で、放線菌の中で最小のゲノムサイズを持つ。

## 分類
Micrococcus luteusは、以前はMicrococcus lysodeikticusと名付けられていた。
古くから検定菌として利用されてきたATCC9341株は当初、サルシア属のサルシナ・ルテア（Sarcina lutea）と命名されており、1977年以降はMicrococcus luteusと同定された。2003年に、ゲノム解析に基づきコクリア・リゾフィラ（Kocuria rhizophila）として再分類されることが提案された。

## 鑑別試験
| テスト               | 結果                    |
| -------------------- | ----------------------- |
| グラム染色           | 陽性（+）               |
| カタラーゼ           | 陽性（+）               |
| ブドウ糖からの酸産生 | 陰性（-）（黄色の色素） |
| バシトラシン         | 感受性                  |
| 運動性               | 非運動性（-）           |
| 硝酸塩の還元         | 陰性（-）               |
| ウレアーゼ           | 陰性 （-）              |

## 利用

### 薬学検定菌
M. luteusは放線菌であるが、細胞形態は典型的な球菌で、一般的な放線菌のように菌糸状にはならず、抗生物質を生産しない。各種抗生物質に対する感受性が高いことから、抗生物質の検定菌として広く用いられており、日本薬局方に規定される抗生物質の微生物学的力価試験や食品衛生法に基づく食品中の残留抗生物質試験等の公定試験に指定されている株がある。

### 紫外線吸収
2013年にノルウェーの研究者は、 350〜475ナノメートルの光の波長を吸収する色素を合成するM. luteus株を発見した。これらの波長の紫外線への曝露は、皮膚がんの発生率の増加と相関しており、科学者は、この色素を使用して、紫外線から保護できる日焼け止めを作ることができると考えている。

### 新規コドン使用法
M. luteusは、新規コドンを使用した初期の例の1つであり、遺伝暗号は不変ではなく進化しているという結論が導かれた。